# Tocco Caudio
Tocco Caudio község (comune) Olaszország Campania régiójában, Benevento megyében.

## Fekvése
A megye központi részén fekszik. Határai: Bonea, Bucciano, Campoli del Monte Taburno, Cautano, Frasso Telesino, Moiano, Montesarchio és Sant’Agata de’ Goti.

## Története
A középkorban épült egy jól védhető szikla tetején, szűk utcákkal, kompakt városszerkezettel. A 20. században az óváros elnéptelenedett, mert a szűk utcák miatt gépkocsikkal nem lehetett megközelíteni. Emiatt napjainkban tulajdonképpen két Tocco Caudio város létezik: az elnéptelenedett szűk, óváros, és az új, az egykori városfalakon kívül épült újváros..

## Népessége
A népesség számának alakulása:

## Főbb látnivalói
- San Vincenzo-templom
- Santi Cosma e Damiano-templom